# Maconnachie Rock
Maconnachie Rock är en kulle i Antarktis. Den ligger i Västantarktis. Argentina, Chile och Storbritannien gör anspråk på området. Toppen på Maconnachie Rock är 802 meter över havet.
Terrängen runt Maconnachie Rock är huvudsakligen kuperad, men åt sydväst är den platt. Trakten är obefolkad. Det finns inga samhällen i närheten.